# Heytesbury
Heytesbury – wieś w Anglii, w hrabstwie Wiltshire, położona nad rzeką Wylye. Leży 25 km na północny zachód od miasta Salisbury i 142 km na zachód od Londynu.